# 불변 질량
상대성 이론에서 물체의 불변 질량(不變質量, invariant mass) 또는 정지 질량(靜止質量, rest mass)은 그 사차원 운동량의 노름에 비례하는 값이며, 질량의 단위를 가진다. 기호는 {\displaystyle m} 또는 {\displaystyle m_{0}}. 로런츠 변환에 대하여 불변량이다.

## 정의
사차원 운동량 {\displaystyle p^{\mu }=(E/c,\mathbf {p} )}를 가진 물체의 불변 질량 {\displaystyle m_{0}}은 다음과 같다.
{\displaystyle m_{0}={\sqrt {p^{\mu }p_{\mu }}}/c={\sqrt {E^{2}/c^{4}-\mathbf {p} ^{2}/c^{2}}}}.
상대론적 질량
{\displaystyle m=E/c^{2}}
과의 관계는 다음과 같다.
{\displaystyle m_{0}=m/\gamma =m{\sqrt {1-\mathbf {v} ^{2}/c^{2}}}}.
여기서 {\displaystyle \gamma =1/{\sqrt {1-\mathbf {v} ^{2}/c^{2}}}}는 로런츠 인자이고, {\displaystyle \mathbf {v} }는 속도다.
속도 {\displaystyle \mathbf {v} }가 0인 경우 (즉, 물체가 정지해 있을 때), 상대론적 질량과 불변 질량은 같다. 이 때문에 불변 질량은 정지 질량이라고 불리기도 한다.
광자와 같은 빛의 속도로 움직이는 입자의 경우, {\displaystyle \lVert \mathbf {p} \rVert c=E}이므로 그 불변 질량은 항상 0이다. 반면 그 상대론적 질량은 (에너지에 비례하므로) 일반적으로 0이 아니다.
간혹 정지 에너지(靜止energy, rest energy)를 다음과 같이 정의하기도 한다.
{\displaystyle E_{0}=m_{0}c^{2}}.
불변 질량은 (상대론적 질량과 달리) 관측계에 따라 바뀌지 않으므로 (로런츠 스칼라이므로) 더 다루기 편하다. 특히 양자장론 등에서는 입자의 “질량”은 항상 불변 질량을 의미한다.